# Primeira Divisão 1984-85
La Primeira Divisão 1984/85 fue la 51.ª edición de la máxima categoría de fútbol en Portugal. Porto ganó su 8° título. El goleador fue Fernando Gomes del Porto con 39 goles.

## Tabla de posiciones
| Pos. | Equipo               | PJ | PG | PE | PP | GF | GC | Pts. |                               |
| ---- | -------------------- | -- | -- | -- | -- | -- | -- | ---- | ----------------------------- |
| 1°   | Porto                | 30 | 26 | 3  | 1  | 78 | 13 | 55   | Copa de Campeones de Europa   |
| 2°   | Sporting de Portugal | 30 | 19 | 9  | 2  | 72 | 26 | 47   | Copa UEFA                     |
| 3°   | Benfica              | 30 | 18 | 7  | 5  | 65 | 28 | 43   | Recopa de Europa              |
| 4°   | Boavista             | 30 | 13 | 11 | 6  | 37 | 26 | 37   | Copa UEFA                     |
| 5°   | Portimonense         | 30 | 14 | 8  | 8  | 51 | 41 | 36   | Copa UEFA                     |
| 6°   | Belenenses           | 30 | 11 | 8  | 11 | 40 | 46 | 30   |                               |
| 7°   | Académica de Coimbra | 30 | 12 | 5  | 13 | 45 | 47 | 29   |                               |
| 8°   | Sporting Braga       | 30 | 9  | 10 | 11 | 46 | 43 | 28   |                               |
| 9°   | Vitória Guimarães    | 30 | 9  | 7  | 14 | 33 | 39 | 25   |                               |
| 10°  | Penafiel             | 30 | 7  | 11 | 12 | 25 | 42 | 25   |                               |
| 11°  | Vitória Setúbal      | 30 | 7  | 11 | 12 | 35 | 50 | 25   |                               |
| 12°  | Salgueiros           | 30 | 8  | 7  | 15 | 40 | 56 | 23   |                               |
| 13°  | Rio Ave              | 30 | 7  | 9  | 14 | 27 | 43 | 23   | Descenso a la Segunda Divisão |
| 14°  | Farense              | 30 | 7  | 8  | 15 | 21 | 49 | 22   | Descenso a la Segunda Divisão |
| 15°  | Varzim               | 30 | 2  | 13 | 15 | 23 | 49 | 17   | Descenso a la Segunda Divisão |
| 16°  | Vizela               | 30 | 4  | 7  | 19 | 31 | 71 | 15   | Descenso a la Segunda Divisão |

|                               |
| Campeón F. C. Porto 8° título |